# Cicli per istruzione
Nell'architettura dei microprocessori il parametro Cicli Per Istruzioni (detto anche CPI o con il termine inglese Cycles Per Instruction) indica il numero di cicli di clock necessari al microprocessore per eseguire un'istruzione. È l'inverso del parametro istruzioni per ciclo.
Il parametro può essere utilizzato per valutare le prestazioni di un processore depurandole dal fattore della frequenza operativa, quindi il parametro viene utilizzato per valutare l'efficienza complessiva del microprocessore più che la sua potenza di calcolo complessiva. È da notare nei primi processori diverse istruzioni avevano un diverso CPI mentre nei moderni processori l'ordine delle istruzioni influenza il CPI complessivo che quindi viene preso come parametro medio rispetto all'esecuzione di più istruzioni.
Il parametro assume una notevole importanza nelle architetture RISC dato che in queste architetture ogni istruzione dovrebbe essere terminata in un ciclo di clock.